# ريم كيراشي
ريم كيراشي (بالفرنسية: Reem Kherici)‏ هي كاتبة سيناريو ومخرجة وممثلة فرنسية، ولدت في 13 فبراير 1983 بنويي-سور-سين في فرنسا.

## أعمال

### أفلام
- (2011) كولومبيانا[2][3]

## وصلات خارجية
- ريم كيراشي على موقع IMDb (الإنجليزية)
- ريم كيراشي على موقع روتن توميتوز (الإنجليزية)
- ريم كيراشي على موقع ألو سيني (الفرنسية)
- ريم كيراشي على موقع أول موفي (الإنجليزية)
- ريم كيراشي على موقع قاعدة بيانات الفيلم (الإنجليزية)
- ريم كيراشي على موقع كينوبويسك (الروسية)